# Bermudo II de León
Bermudo o Vermudo II de León, llamado el Gotoso (entre 948 y 953-septiembre de 999), fue rey de León desde 985 hasta su muerte. Previamente, fue proclamado rey en 981 por un grupo de nobles gallegos y portugueses sublevados contra Ramiro III de León y coronado como tal en Santiago de Compostela en 982. Desde entonces estuvo en guerra con Ramiro III, ejerciendo el dominio efectivo sobre Galicia y Portugal. Con la muerte de Ramiro en 985, Bermudo II quedó como único soberano sobre todo en el reino de León.

## Biografía

### Nacimiento y juventud
Los orígenes familiares del rey Bermudo han sido objeto de diversas investigaciones que han llegado a distintas conclusiones, especialmente sobre la identidad de su madre. Por los documentos de su época y las crónicas históricas, es seguro que el padre de Bermudo era un rey llamado Ordoño y existe unanimidad entre los historiadores a la hora de identificar a este monarca con Ordoño III. Además, en una donación hecha por Bermudo II al monasterio de Santa María de Carracedo en El Bierzo se lee: Quam auus noster domnus Ranemirus concessit Sancte Marie de Taulo. El rey llama auus a Ramiro. Auus puede significar abuelo o antepasado, pero, teniendo en cuenta que en tiempos de Ramiro I aquellas tierras aún no habían sido repobladas, el rey al que se alude en la donación no puede ser otro que Ramiro II, padre de Ordoño III y, por tanto, abuelo de Bermudo II. Confirma también la filiación de Bermudo como hijo del rey Ordoño III otro documento del 29 de junio de 997 en el que Bermudo confirma al monasterio de San Vicenzo de Pombeiro las donaciones realizadas por sus antepasados donde menciona a dos amitas (tías paternas), Teresa y Elvira. Teresa Ramírez era hija del rey Ramiro II y probablemente de su primera esposa, Velasquita de León, casada con el rey García Sánchez I de Pamplona. Elvira también era hija de Ramiro II y su segunda esposa Urraca Sánchez, ambas hermanas de Ordoño III y tías paternas del Bermudo II.
En cuanto a la madre, existen diversas teorías. Pelayo, obispo de Oviedo afirmaba que era hijo de una segunda mujer de Ordoño III llamada Elvira. El problema reside en que no hay pruebas de que el monarca se separara en algún momento de su esposa Urraca Fernández. Urraca aparece junto a Ordoño III en todos los documentos desde el comienzo del reinado en 951 hasta la muerte del rey en 956. A pesar de no estar de acuerdo con la pretendida maternidad de Elvira propuesta por el obispo Pelayo, Claudio Sánchez-Albornoz aceptó la posibilidad que Bermudo pudo haber sido hijo ilegítimo de Ordoño III. Justo Pérez de Urbel sorprendido por las parcas noticias sobre la filiación de Bermudo en la Crónica de Sampiro en la cual consta solamente que: mortuo Ramiro, Veremudus Ordonii filius, ingressus est Legionem et accepit regnum pacifice, sugirió que su madre pudo haber sido Gontrodo o Aragonta Peláez, hijas de Pelayo González (hijo de Gonzalo Betótez y Teresa Eriz), y de Ermesinda Gutiérrez ya que en un diploma fechado el 5 de enero de 999, Bermudo llama avus (abuelos, antepasados) a Gonzalo y a Teresa, aunque también se puede referir a ellos como antepasados de su primera esposa, Velasquita, que era descendiente de Gonzalo Betótez y de Teresa Eriz. El profesor Emilio Sáez Sánchez, sin embargo, consideró el diploma una falsificación (lo cual desmiente Pérez de Urbel) y opina que Bermudo fue hijo de la reina Urraca Fernández, opinión compartida por Gonzalo Martínez Diez.
Aunque se desconoce el lugar exacto de su nacimiento, se supone que pudo haber nacido cerca de Carracedelo, en la comarca del Bierzo, al oeste de la provincia de León y pasar allí sus años de juventud. Se le ha llamado, por ello, el rey berciano.

### Coronación y guerra civil
Desde el año 966 reinaba en León Ramiro III, hijo de Sancho I y sobrino de Ordoño III. El rey de León era, por tanto, primo hermano de Bermudo.
El desafecto que los nobles gallegos y portugueses tenían hacia Sancho I no menguó con la llegada al trono de su hijo Ramiro III. Este sentimiento no hizo más que aumentar con las incursiones vikingas en tierras gallegas del año 968, la grave derrota ante los sarracenos en San Esteban de Gormaz en 975 y las devastadoras aceifas de Almanzor que asolaron todo el reino de León desde finales de la década de 970. En 981 un grupo de nobles, acaudillados por el conde Gonzalo Menéndez, se rebeló contra Ramiro III y proclamó nuevo soberano a Bermudo. El 22 de diciembre, Bermudo ya aparece titulándose rey en una donación hecha a un monasterio de Guimarães. Si la nobleza gallega sostenía al pretendiente Bermudo, la castellana respaldó a Ramiro; cada una deseaba colocar en el trono leonés un soberano que le fuese favorable.
Entre la primavera y el verano de 982, los partidarios de Bermudo ya se habían hecho con el control de Galicia. El 15 de octubre de 982 era coronado y ungido en Santiago de Compostela, actuando desde el primer momento como nuevo rey de León.
A principios de 983 el ejército de Ramiro III se enfrentó al de Bermudo en Portilla o Portela de Arenas, cerca de Antas de Ulla, en tierras gallegas. El resultado fue incierto, Bermudo permaneció en Galicia y Ramiro III volvió a León, centrándose en defender sus tierras de los ataques musulmanes. El reino de León quedó dividido en dos grandes zonas de influencia: el territorio galaico-portugués apoyaba a Bermudo, mientras Castilla y el territorio leonés propiamente dicho permanecían fieles a Ramiro.
Como muy tarde en la primavera de 984, las tierras del Cea y del condado de Saldaña reconocen a Bermudo como su rey. Aunque según el medievalista Justo Pérez de Urbel, García Fernández, conde de Castilla, se pasó al bando de Bermudo, el también medievalista Gonzalo Martínez Díez sostiene que Pérez de Urbel se basa en un documento apócrifo y que el conde castellano se mantuvo siempre fiel al rey Ramiro. La guerra entre ambos pretendientes no terminaría hasta que la muerte de Ramiro III en 985 dejó a Bermudo II como único soberano de todo el reino de León, si bien para entonces Bermudo ya había obtenido el auxilio militar cordobés, que le permitió someter a los últimos rebeldes a su autoridad, los condes de Monzón y Saldaña.

### Reinado

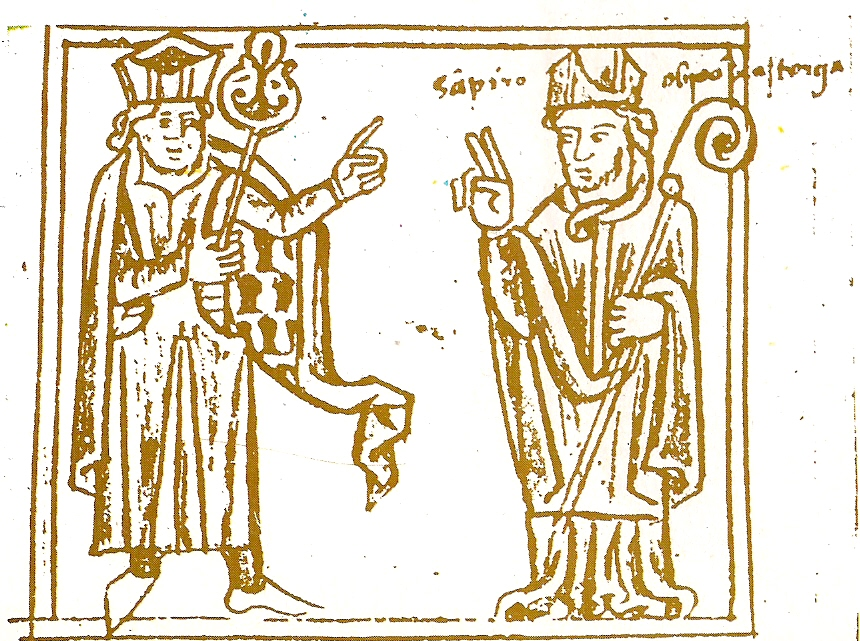
Ilustración del Códice de Batres representando a Sampiro (Notario de Bermudo II) como Obispo de Astorga

Tras su proclamación tuvo que ponerse bajo la protección del califato de Córdoba, ya que los empujes del condado de Castilla y las rebeliones internas en el reino hacían prácticamente imposible que pudiese resolver tantos problemas él mismo. Como resultado, y aunque de resultas del protectorado logró recuperar Zamora, los ejércitos de Almanzor se quedaron en el reino de León como fuerzas de ocupación y no logró expulsarlos, de forma violenta, hasta 987.
Como consecuencia, Almanzor montó en cólera y destruyó Coímbra. Después avanzó sobre León, la sitió y la arrasó. Bermudo II se refugió entonces en Zamora, ciudad de la que tuvo que huir a Lugo tras la persecución a la que le sometió Almanzor, lo que causó la destrucción de ambas ciudades. No contento con esto, las tropas musulmanas conquistaron Gormaz y Coruña del Conde (aún conocida como Clunia) (994), Astorga (996) y saquearon Castro Bergidum (El Bierzo) y Santiago de Compostela (997). Además, el caudillo cordobés recibió el sometimiento de parte de la nobleza leonesa, que conservó sus tierras protegida por los ejércitos califales. Así sucedió con los señores de la Tierra de Campos y parte de los gallegos y portugueses.
Bermudo, que se había refugiado en Galicia del acoso cordobés y de las rebeliones aristocráticas, consiguió recuperar León de los rebeldes en el 990, aunque algunos de los notables galaico-portugueses se unieron a las fuerzas cordobesas en su campaña contra Santiago de Compostela. La respuesta del monarca fue, en algunos casos, la negociación con los rebeldes reconociendo su poder local; en otros, la contraofensiva militar o la confiscación de propiedades.
En el año 999 se agravó tanto la gota que padecía el rey (de ahí su apodo) que le resultaba imposible cabalgar y tenía que ser transportado en una litera. Ese mismo año, un jueves del mes de septiembre, murió en el monasterio de Villabuena, El Bierzo, localizado en la provincia de León.

La península ibérica a la muerte de Bermudo II.

Sampiro fue su notario y describe al monarca en términos elogiosos: «fue bastante prudente, confirmó las leyes dictadas por Wamba, mandó abrir y estudiar la colección canónica, amó la misericordia y el juicio y procuró reprobar el mal y escoger el bien». El monarca premió los servicios de Sampiro, donándole el 5 de septiembre de 998 varios bienes, entre ellos, el monasterio de San Miguel de Almázcara en el Bierzo y la villa de Auctolupar (Altobar de la Encomienda), propiedades que habían sido confiscadas al magnate Gonzalo Bermúdez que se había rebelado contra Bermudo II en el castillo de Luna, apropiándose de las riquezas depositadas ahí por el rey para su custodia.
Cuando el obispo Pelayo, que le guardaba bastante rencor, reanudó la recopilación cronística, sustituyó esos elogios de Sampiro por descripciones más crueles (por ejemplo, el mote de gotoso con el que ha pasado a la historia).
A Bermudo lo describe Justo Pérez de Urbel como

...el pobre rey atormentado en la vida por la espada de Almanzor y en muerte por la pluma vengadora de un obispo.

## Matrimonio y descendencia
Bermudo casó por primera vez antes de 981 con Velasquita de León, quien después de ser repudiada por el monarca entre 988 y 991, se retiró al monasterio de San Pelayo donde era abadesa la reina viuda Teresa Ansúrez. Fueron padres de:
- Cristina Bermúdez quien casó con el infante Ordoño Ramírez el Ciego, hijo de Ramiro III de León. Tras enviudar se retiró al monasterio de Cornellana que había fundado y donde profesó como religiosa, probablemente recibiendo sepultura en dicho monasterio.

Después de repudiar a su primera esposa, Bermudo II contrajo matrimonio probablemente a finales de noviembre de 991 con Elvira García, hija del conde castellano García Fernández, con la que tuvo tres hijos:
- Alfonso V de León (994-1028); quien sucedió a su padre en el trono.
- Teresa Bermúdez (fallecida el 25 de abril de 1039).[15] Según el obispo Pelayo, Tarasiam post mortem patris sui dedit Adefonsus in coniugio, ipsa nolente, cuidam pagano regi toletano pro pace.[16] Ibn Jaldún observó que «en 993 Bermudo envió a su hija para Almanzor quien la hizo su esclava y después la emancipó y se casó con ella».[15] Así, de acuerdo con estos autores, Teresa fue entregada por su padre o por su hermano Alfonso a Almanzor y, después de ser liberada tras la muerte de este, regresó al reino de León[17] donde profesó como religiosa en el monasterio de San Pelayo de Oviedo en el que fue sepultada a su muerte[18] según consta en su epitafio que reza: Hic dilecta Deo recubans Tarasia Christo dicata proles Beremundi regis et Geloire reginae uel si obiit sub die vii kalendas magii feria IIII hora mediae noctis, era MLXXVII.[19] Los historiadores modernos dudan de la veracidad de estos acontecimientos y opinan que existe una confusión con una de las hijas del rey Sancho Garcés II de Pamplona llamada Urraca o Abda que fue dada por su padre en 983 a Almanzor ya que Teresa no nació hasta después de 991.

El rey Bermudo mantuvo relaciones extramatrimoniales con varias damas, algunas de alto linaje. Según la profesora Margarita Torres, el patrimonio gallego de algunos de los hijos de Bermudo pudiera deberse al linaje materno. Una de las amantes del rey, según la mencionada autora, pudo ser Elvira Pinióliz, hermana del conde Gundemaro Pinióliz y esposa del conde Bermudo Vélaz, los padres del conde Oveco Bermúdez.
Los hijos tenidos fuera de matrimonio fueron:
- Ordoño Bermúdez. Contrajo matrimonio con Fronilde Peláez, hija del conde Pelayo Rodríguez y la condesa Gotina Fernández. El infante Ordoño y su esposa fueron los progenitores de los Ordóñez gallegos.[21]
- Elvira Bermúdez (m. después de octubre de 1057) heredó bienes en Galicia y consta, en una donación que realizó en 1033 al monasterio de Santa Marta de Tera, que había heredado la villa de Pozolo en el valle de Vidriales de su padre, a quien nombra como meo patre rex domino Ueremudo. Elvira probablemente fue hija de Justa cognomento «Sol» quien donó al monasterio de San Acisclo, después de la muerte de Bermudo, unas propiedades en Posadilla de la Vega que había recibido del monarca leonés.[22] Elvira pudo haber estado casada con Nuño García de quien heredó unos bienes a su muerte y en una donación al monasterio de San Martín de Torres en El Bierzo el 4 de octubre de 1057 se declara «esclava de Cristo».[23]
- Bermudo Bermúdez.[24][b]
- Piniolo Bermúdez[25]
- Sancha Bermúdez,[15] quien en 1038 sostuvo un pleito contra la sede lucense, confirmando el documento el conde Oveco Bermúdez, quien en 1042 donó la villa de Cauleo, la cual había sido del rey Bermudo II y repartida después de su muerte entre su hija Sancha y sus hermanos, a la sede de Lugo.[26]
- Pelayo Bermúdez. Confirma venta hecha por el monasterio de Sahagún el 21 de marzo de 1006 Pelagius, filius Ueremudi regis.[27]

## Sepultura
Recibió sepultura en el monasterio de Santa María de Carracedo, originalmente llamado San Salvador de Carracedo, que había fundado el 27 de diciembre de 992, declarando al monasterio libre de toda potestad regia y mandando que su cuerpo fuera sepultado en él. Posteriormente, Fernando I y Sancha, trasladaron los restos hasta el panteón de reyes de San Isidoro de León, en la ciudad de León donde fueron colocados en un sepulcro de piedra en el que fue esculpido el siguiente epitafio: 

H. R. REX VEREMVUDI ORDONII. ISTE IN FINE VITAE SUAE DIGNAM DEO POENITENTIAM OBTVLIT. ET IN PACE QUIEVIT. ERA MXXXVII

| Predecesor: Ramiro III | Rey de León 985-999 (reinando en Galicia y Portugal de forma efectiva desde 981, en guerra contra Ramiro III) | Sucesor: Alfonso V |